# Shadi Abdel Salam
Ahmed Abdel Salam (in arabo شادي عبدالسلام‎?) (Alessandria d'Egitto, 15 marzo 1930 – 8 ottobre 1986) è stato un regista, sceneggiatore e scenografo egiziano.

## Biografia
Shadi si forma tra Oxford e Il Cairo, dove frequenta l'Accademia di Belle Arti laureandosi nel 1955. Nel 1957 lavora come assistente alla regia del connazionale Salah Abu Seif. Tra la fine degli anni cinquanta e la metà degli anni sessanta disegna la scenografia e i costumi di film sia egiziani come Al-Nâsir Salâh al-Dîn (1963) sia stranieri (Cleopatra, 1963; Il faraone, 1966). L'incontro con Roberto Rossellini è fondamentale e induce Abdel a interessarsi sempre più alla storia antica del suo paese, sottoponendo al regista italiano il progetto di La mummia (al-Mūmiyāʾ) e ricevendone consigli nelle varie fasi della realizzazione. Nel 1968 viene nominato direttore del Centro per i film di documentazione del Cairo. Filmmaker d'avanguardia e militante, nel suo unico lungometraggio La mummia (realizzato tra il 1968 e il 1969 ma uscito nelle sale cinematografiche egiziane solo nel 1975: la produzione continuava a rimandarne la circolazione sostenendo che gli spettatori non l'avrebbero compreso) e nei successivi lavori - in cui spesso ha intrecciato le forme del documentario e della finzione, talvolta in maniera sperimentale - racconta il passato e il presente del suo popolo, dall'antico Egitto alla guerra con Israele. Nel 1970, il suo cortometraggio El-Fallâh el-fasîh (titolo tradotto in The Eloquent Paesant) fu in concorso a Venezia, alla Mostra del Cinema. Il progetto sul primo faraone egiziano monoteista, Akhenaton, al quale pensava dal 1976, è interrotto per la sua improvvisa scomparsa.

## Filmografia

### Regista
- La mummia (Al-Mūmiyāʾ) (1969)
- The Eloquent Peasant (Al-Fallah al-fasih) - cortometraggio (1969)

### Sceneggiatore
- 1952 Zaman al-ajab (L'epoca dello sbigottimento), regia di Hassan El-Imam, tratto da un testo di Shady Abdel Salam e El-Sayed Bedeir.
- 1969 La mummia (al-Mūmiyāʾ), regia di Shadi Abdel Salam.
- 1969 Al-Fallah al-fasih (Il contadino eloquente), regia di Shadi Abdel Salam.

### Scenografo
- 1961 La spada dell'Islam (Wā Islāmāh), regia di Enrico Bomba e supervisione Andrew Marton
- 1963 Rābiʿa al-Adawiyya (arredatore), regia di Neyazi Mustafa.
- 1967 Al-Saman w El-Kharif (Le quaglie e l'autunno), regia di Hussam al-Din Mustafa tratto da un racconto di Nagib Mahfuz.

## Riconoscimenti
- Chicago International Film Festival (1972-1973)[5]
  - Candidatura Gold Hugo al Miglior film per La mummia
  - Candidatura Gold Hugo al Miglior film per La mummia